# トヨタ・セラ
セラ（Sera）は、トヨタ自動車が1990年に発売した1,500ccの3ドアクーペである。

## 概要
1987年（昭和62年）に開催された第27回東京モーターショーに出展された「AXV-II」の市販化モデルである。同社の小型車スターレット（P80型）をベースにしているが、その特徴は上半分ほぼ全てがガラスで占められていること（グラスキャノピー・グラストップ）と、それを実現するために採用されたバタフライドアである。
バタフライドアやそれに類似するガルウィングドアなど、上部に跳ね上がる方式のドアはスーパーカーの得意な技術であったが、一般レベルで日本で初めて採用したのがこのセラである。走行性能を求めるのではなく、あくまで雰囲気を楽しむというコンセプトの自動車であった。
生産はMR2、ラウム、MR-S、bB（初代最終型のみ）などの生産を行っていたトヨタ系列のセントラル自動車（現・トヨタ自動車東日本）が行っていた。
国内向けの生産台数は15,892台、海外向けは約1,000台前後となっている。そのほぼ全てがAT車であり、5MT車は非常に少なく、中古市場にはほとんど出回ることがない。

## バタフライウイング
斜め上に跳ね上げるドアは総称的にポップアップドアと呼ばれ、セラに採用されているものはその中でもバタフライウイングドアとされるものであり、
地面に対して垂直に展開するガルウイングドアとセラのバタフライウイングドアは、本来は厳密な違いがある。
後述するように、古くから高級・高性能車に採用されてきたこのポップアップスタイルは様々な付加価値を秘めており、
トヨタは日本車には特に珍しいポップアップドアを、技術的な試みや美術的な利点、視認性の確保などの理由からあえて採用している。
そんなセラの魅力の１つであるバタフライドアは、当時からこのスタイルの一般名でもあるガルウイングと呼ばれ愛されていた。
ポップアップドアといっても車両によって採用する理由が様々であるが、セラの場合は、安価な小型量産車でこれを企画・設計・販売することにより、トヨタの企業イメージをアピールすることにあった。実際、この構造を可能にするために用いられた生産技術や構造は当時としてはハイレベルなものであった。
通常のハッチバックなどに用いられるガスストラットは季節によって作動の固さに大きな差が出るが、これはダンパーに封入されたオイルの粘度が気温によって変化するためで、その結果、夏は軟らかく冬は固くなってしまう場合が多い。しかしセラのドアでは、通常のドアダンパーに加えて温度補償ダンパーをドア内部にもう一本組み込むことで温度に関係なく性能を発揮させることに成功し、季節による変化を最小限に抑えている。
また、ポップアップドアはその見かけ上、乗降時には周辺に相当なスペースが必要なような感じを受けるが、セラに採用されているバタフライドアは、全開時でもミニバンクラスの高さより低く、横への振り出しも43cmと通常のドアより狭いスペースでの開閉を可能としている。ただし、室内からの開閉には一般的なドアのようにノブを引いて横へ押しても開閉しにくく、肘で斜め上に押し上げるなどのコツが必要となる。

## 車体・外装
ポップアップドアを採用した上にグラストップのため、重心が少々高い。そのため、ロール角を減らす対策として、特にリヤ廻りのロールセンターが引き上げられている。足廻りはベースとなったEP82スターレットとほぼ同じく、フロントがスタビライザー付きのマクファーソンストラット、リヤがトレーリングアーム+ラテラルロッドとなり、ショックアブソーバーやスプリングをはじめ、サスペンションマウントブッシュやスタビライザー、ラテラルロッドなど、EP82向けの社外品が流用可能である。ブレーキもEP82と同様で、フロントは浮動式シングルピストンのベンチレーテッドディスク、リヤはリーディング・トレーリング式ドラムである。なお、メーカーオプションとして4輪ABSが装着可能であり、このときはリアがソリッドディスクとなる。
ボディーカラーは当初はメタリック系統のみであったが、マイナーチェンジで黒や赤と言ったソリッドカラーも追加された。他にもそのマイナーチェンジでは、濃いグレーのウレタン樹脂製だったリヤスポイラーが、形状の変更とともにボディー同色のガラス繊維強化プラスチック製となり、ハイマウントストップランプも内蔵された。

## パワートレーン
トランスミッション（トランスアクスル）なども同様にベースのスターレットとほぼ同じ物が使われているが、スターレットターボの物とは違い、むしろスターレットNAの物が使用されるその他のC15x系と違い、若干ローギヤード化された変速比を持つ。
スターレットターボに見られたオプションのビスカスカップリング式LSDは、後期型M/T車のみ用意されていた。

## 内装

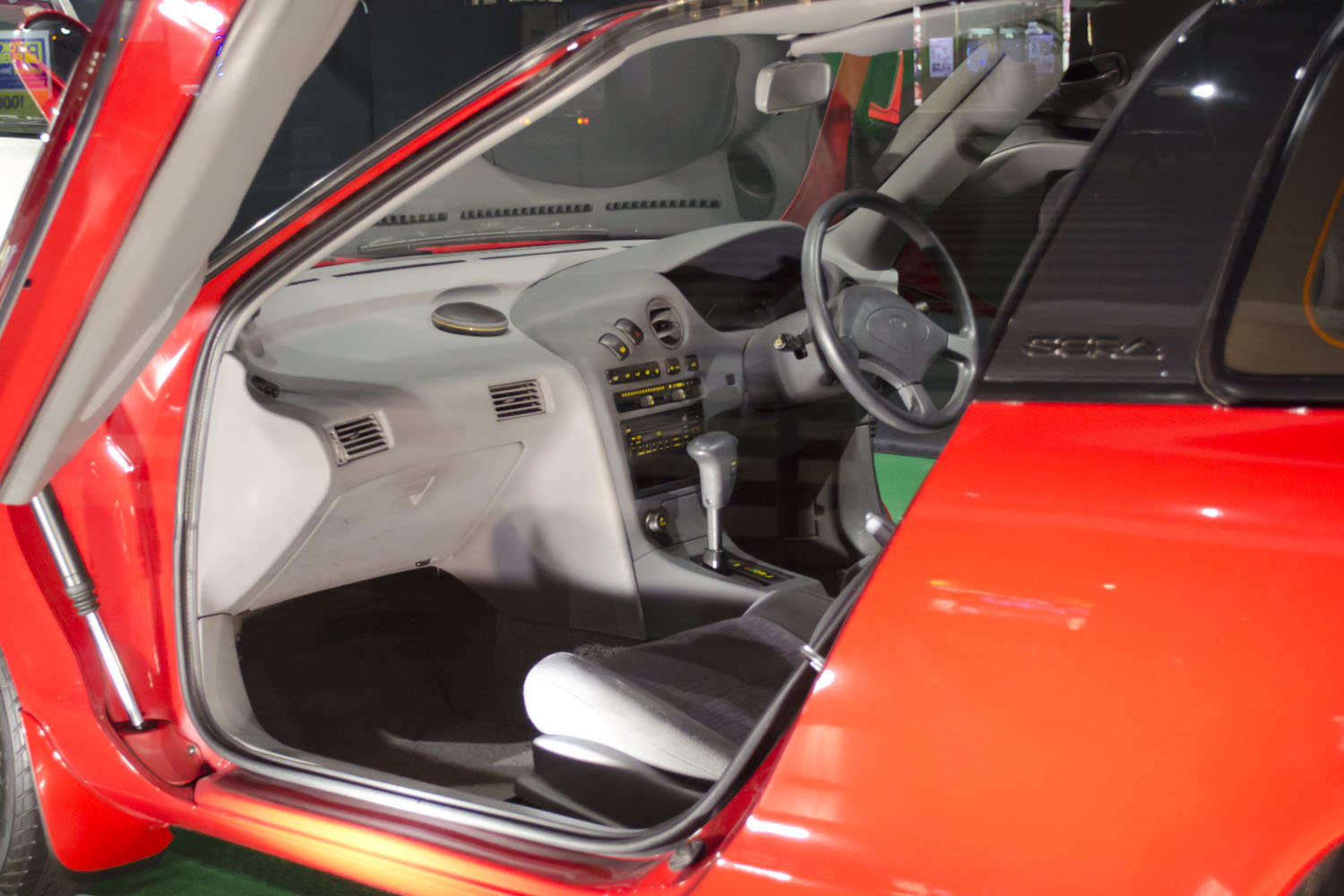
内装

グラストップを採用しているため外からは丸見えで、その分だけ少々凝った形状の内装をしている。
ダッシュボードの造形やメーター基盤の文字や色は運転席を主体としたデザインで、外から覗き込まれても見栄えの良いものとなっている。ドアをひじで押し上げる際の凹み、ドアを閉める際のグリップ部なども考えられた形状となっており、ドア開閉時の利便性も良いと言える。
前席にはセミバケット形状のシートを、後席は完全セパレートのシートを採用しているが、大人が4人乗車する際には少々窮屈である点は否めない。ほぼ同サイズのEF型CR-Xと同様に「ワンマイルシート」と揶揄されることもある。
また、後席も前席と同様にガラスによって丸見えである。マイナーチェンジ後には、後席はELR機能付きの3点式シートベルトに変更されている。
オーディオには10スピーカー（F/R4スピーカー+センター+F/R4ツイーター+サブウーファー）+DSP機能を搭載したAM/FMチューナー付きCD+カセットプレイヤーのスーパーライブサウンドシステムをオプション装備している（標準車両は4スピーカー+AM/FMチューナー付きCDプレイヤー、もしくはAM/FMチューナー付きカセットプレイヤー）。
またルームランプ兼用の空気清浄機がオプションで用意され、マイナーチェンジ後（1993年12月～1995年12月に実際に生産されたセラで、生産番号が16324以降のもの）には、マイナーチェンジ前には装備されなかった集中ドアロックシステムが装備されている。
エアコンはオートエアコンで、グラスルーフによる室温変化の大きさを考慮して1.5Lモデルよりも大型のものが搭載されている。マイナーチェンジ後は、R134a（134a装備車は500台ぐらい）へとエアコンガス及び機器の変更がなされている。

## エンジン
エンジンは1,500ccの水冷直列4気筒DOHC16バルブEFI・S（5E-FHE型・レーザーα-II)で最高出力・ネット（車両に搭載した状態とほぼ同条件で測定）110PS/6,400rpm、最大トルク13.5kgmを発生する。
スターレット等に使用される4E型エンジンのロングストローク版で、型式にHが付くことからも分かる通り、ロングストロークながら高回転高出力型のエンジンであり、7,600rpmからがレッドゾーンとなっている。

## 車名の由来
フランス語で「etrê（～である）」の未来形から、「未来に向けてはばたく夢のあるクルマ」との意をこめて命名。